# Grido di guerra (romanzo)
Grido di guerra è un romanzo di Wilbur Smith, scritto in collaborazione con David Churchill e pubblicato nel 2018, appartenente alla saga dei Courtney. 
Il libro si colloca cronologicamente tra Il destino del cacciatore e La guerra dei Courtney, e segue la storia di Saffron Courtney, figlia di Leon Courtney, sullo sfondo del secondo conflitto mondiale.

## Trama
Dopo la morte della madre e del fratellino mai nato, Saffron Courtney cresce in Africa con il padre Leon e il mentore Manyoro. Giunta in età universitaria, si trasferisce a Londra per proseguire gli studi. Durante il soggiorno inglese, la ragazza entra in contatto con ambienti dell'alta società e conosce Gerhard von Meerbach, giovane tedesco appassionato di architettura e volo. Tra i due nasce una relazione intensa, ostacolata però dal passato: il padre di Saffron è infatti responsabile della morte del padre di Gerhard.
Parallelamente, Konrad von Meerbach, fratello maggiore di Gerhard, aderisce al partito nazista e coinvolge Gerhard nei progetti di Albert Speer e nella Luftwaffe. Quando scoppia la seconda guerra mondiale, la relazione tra Saffron e Gerhard è messa a dura prova dai conflitti politici e personali. I due amanti tentano di mantenere i contatti attraverso lettere, ma un inganno orchestrato da Konrad li convince erroneamente della reciproca morte.
Saffron decide quindi di contribuire allo sforzo bellico britannico come autista militare e partecipa a missioni rischiose, tra cui l'evacuazione dell'oro greco. Durante un attacco tedesco in mare, la nave viene colpita e affondata, ma Saffron e il padre si salvano. In un momento drammatico, il pilota tedesco incaricato di finirli riconosce Saffron e decide di non sparare: si tratta proprio di Gerhard.
Tornata in Africa, Saffron scopre un complotto ordito contro suo padre da parte dello zio Francis. Dopo averlo affrontato, lo uccide per legittima difesa. Alla fine del romanzo, Saffron comprende che il suo destino è legato a Gerhard e decide di agire per ritrovarlo.

## Edizioni italiane
- Wilbur Smith, David Churchill, Grido di guerra, collana I maestri dell'avventura, traduzione di Sara Caraffini, n. 8, Milano, Longanesi, 27 agosto 2018,  p. 556, ISBN 978-88-304-3877-4.
- Wilbur Smith, David Churchill, Grido di guerra, collana I Grandi TEA, traduzione di Sara Caraffini, Milano, TEA, 5 settembre 2019,  p. 536, ISBN 978-88-502-5600-6.
- Wilbur Smith, David Churchill, Grido di guerra, collana SuperTEA, traduzione di Sara Caraffini, Milano, TEA, 23 agosto 2024,  p. 536, ISBN 9788850270224.